# Stephan Morais
Stephan Godinho Lopes Morais (Londres, Inglaterra, 27 de octubre de 1973) es un banquero, administrador, ejecutivo de  empresas e inversionista inglés de ascendencia portuguesa.

## Formación
Morais, hijo de padres abogados portugueses creció en Lisboa, Portugal; asistió a dos de los colegios con más renombre  en el país: el Colegio Sagrado Corazón de María y el Colegio Valsassina. Morais se graduó como Ingeniero Civil, del más grande e importante instituto de ingeniería en Portugal, el Instituto Superior Técnico en Lisboa, generación 1996, cursando el último semestre  en el École nationale des ponts et chaussées en París, Francia. En el 2000 fue aceptado para el programa del MBA del Harvard Business School. Obtuvo la beca Sainsbury Management Fellowship y se graduó en el 2002 con la especialización en Private equity.

## Carrera
Morais inició su carrera en el Halcrow Group Limited, en el Reino Unido, trabajando en privatización de proyectos a favor de empresas multilaterales, tales como el Banco Mundial, en Mozambique, Pakistán, Panamá y Chile. Más tarde se mudó permanentemente a Londres, formando parte de la Consultora de negocios Arthur Andersen, para integrarse en el grupo de Energía y Utilidades como Consultor Senior.
A su regreso a Harvard, Morais fue nombrado consultor para el Gobierno Portugués, para la privatización del principal conglomerado de inversión Estatal, IPE, participando en la definición del plan de política nacional de energía del país. Morais ingresó a Energías de Portugal en 2003, como Jefe de personal (CEO)siendo luego nombrado director general de Naturgas Servicios, con sede principal en Bilbao.
Especializado en Private equity mientras asistía a Harvard, en 2006, Morais adquirió Temahome; una gran empresa de diseño y fabricación de mobiliario, con un grupo de otros inversores portugueses y el equipo de administración de la empresa en una operación de Capital riesgo. Dejó la empresa a finales del 2009. En el 2010, Stephan Morais fue el primer portugués en ser nombrado Líderes Jóvenes del Mundo (Young Global Leaders) por el Foro Económico Mundial. 
Morais es un ex director no ejecutivo en Crimson Investment Management, una sociedad de inversión en bienes raíces, y expresidente de Light Models, una agencia de administración de modelos y celebridades fundada en el 2007 con otros inversionistas y ha trabajado en varias empresas en consejos consultivos en las que ofreció asesoría financiera y estratégica a través de su participación personal SEI.
En el 2010 se unió al mayor banco de Portugal, el Grupo Caixa Geral de Depósitos, donde en este momento está designado como Consejo de administración, Vicepresidente ejecutivo y CFO de un nuevo banco de inversión y desarrollo en África con sede en Mozambique, el Banco Nacional de Investimento, una asociación entre el gobierno de Portugal y el gobierno de Mozambique.

## Premios
- 2002 – Sainsbury Management Fellowship[8] - Londres, Inglaterra
- 2009 – DME Award[9][10] - Presentado por el Consejo europeo de design, Eindhoven, Países Bajos
- 2009 – Premio Nacional "Sena da Silva"[11] – Presentado por el Centro Portugués de Design y el presidente de Portugal
- 2010 – Nombrado Líderes Jóvenes del Mundo[12] (Young Global Leaders), por el Foro Económico Mundial, Davos, Suiza